# Caseidae
Los caseidos (Caseidae) son una familia extinta de sinápsidos pelicosaurios ampliamente extendida. Eran carnívoros y luego herbívoros muy primitivos y aparecieron a finales del Pensilvánico, existiendo hasta finales del Pérmico Medio. A pesar de que su tamaño variaba de 1 metro hasta los 5½ metros, conservaban en forma sorprendente su anatomía ósea y las proporciones corporales. Todos tenían el cuerpo grande en forma de barril, que contrastaba con sus cabezas pequeñas. 

## Características

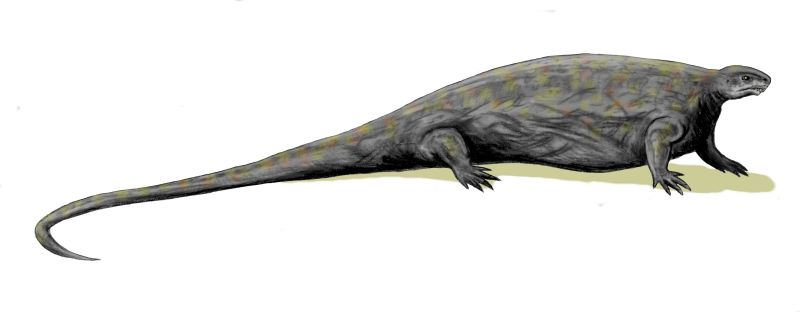
Recreación de un Casea.

El cráneo de los caseidos es característico por la presencia de grandes orificios temporales, orificios nasales enormes (probablemente albergaban algún tipo de sensor u órgano para conservar la humedad), un gran orificio pineal, y un hocico o mandíbula superior que hacía sobresalir en forma notable la dentadura para formar un rostro proyectado hacia adelante. La superficie externa del cráneo estaba esculpida con agujeros profundos y redondeados y algunas veces con depresiones en forma de hendidura. La dentadura marginal es bastante similar a los dientes de los pareiasaurios. 
Al contrario de la mayoría de los sinápsidos, excepto Edaphosaurus, y adecuados a su estilo de vida, los dientes eran marcadamente uniformes. Tenían una reducción generalizada del número de piezas dentarias. Todos los caseidos se caracterizan por tener vértebras cervicales pequeñas, cuerpo robusto en forma de barril y miembros relativamente grandes.

## Ecología
Algunos, como Angelosaurus y Cotylorhynchus, que excedían los cuatro metros de longitud, eran los pelicosaurios más grandes y aparentemente tenían el mismo rol ecológico durante la parte final del Pérmico Temprano, que  los pareiasaurios y dinocéfalos tuvieron durante el Pérmico Medio y Tardío.

## Géneros
- Angelosaurus Olsen & Beerbower, 1953
- Casea Williston, 1910
- Caseopsis Olsen, 1962
- Caseoides Olsen & Beerbower, 1953
- Cotylorhynchus Stovall, 1937
- Ennatosaurus Efremov, 1956
- Eocasea Reisz & Fröbisch, 2014
- Euromycter Reisz et al., 2011
- Knoxosaurus Olson, 1962
- Oromycter Reisz, 2005
- Ruthenosaurus Reisz et al., 2011